# Ilustración en Italia
La Ilustración en Italia (en italiano: Illuminismo in Italia) fue el reflejo en Italia de la Ilustración, un movimiento cultural y filosófico que empezó en la segunda mitad del siglo XVII y se caracterizó por el debate sobre los temas gnoseológicos, éticos y políticos que anticipan el pensamiento francés del siglo XVIII.
En Italia no faltaban pensadores locales que podemos definir como pre-ilustrados (y experiencias científicas similares a las que habían generado el empirismo), como el napolitano Giambattista Vico, que, pese a alejarse posteriormente en muchos campos de las futuras temáticas del siglo XVIII, fue el modelo para muchos ilustrados, especialmente los de su ciudad.
En Italia los principales centros de difusión de la Ilustración fueron Nápoles y Milán: en ambas ciudades los intelectuales asumieron cargos públicos y colaboraron con los gobiernos borbónico y habsbúrgico, respectivamente.
En Nápoles, bajo el tolerante rey Carlos III de Borbón, destacaron Antonio Genovesi, Ferdinando Galiani y Gaetano Filangeri. Sin embargo, la Ilustración napolitana, como la filosofía de Vico, permaneció casi siempre en el plano teórico. Solo más tarde, muchos ilustrados animaron la desafortunada experiencia de la República Partenopea.
En Milán, sin embargo, el movimiento se esforzó por encontrar soluciones concretas a los problemas. El centro de las discusiones era la revista Il Caffè (1764-1766), fundada por los hermanos Pietro Verri y Alessandro Verri (famosos filósofos y escritores, como su hermano Giovanni), quienes también fundaron la Accademia dei Pugni en 1761.
Centros menores de la Ilustración italiana fueron la Toscana, donde trabajó, entre otros, Pompeo Neri, el Véneto y el Piamonte.

## La Ilustración en Nápoles

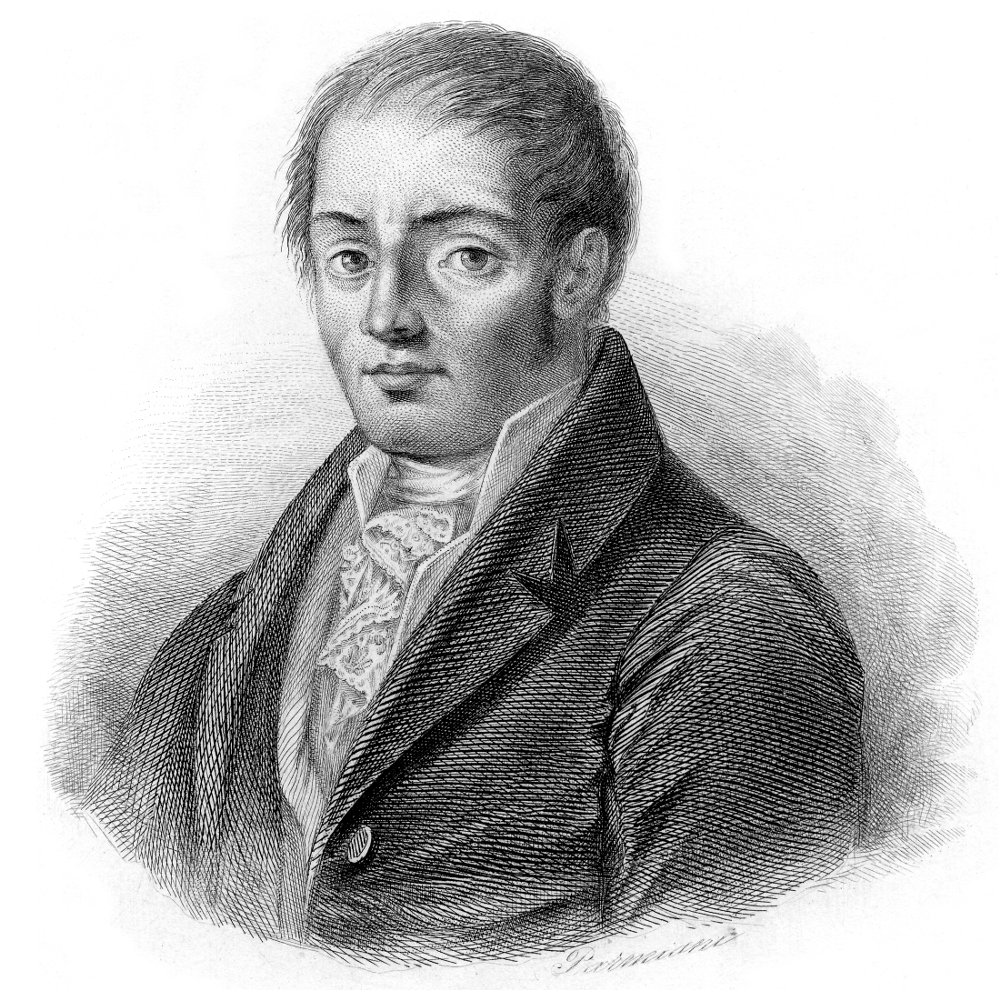
Mario Pagano.

La Ilustración italiana fue especialmente activa en Nápoles, en esta época capital del homónimo Reino de Nápoles. La ciudad partenopea, junto con la capital francesa, fue la que mejor aprovechó el "siglo de las luces": no solo absorbió esta corriente, sino que en buena parte la generó creando nuevas formas arquitectónicas, nuevos pensamientos filosóficos y sentando las bases de la economía y el derecho moderno. En realidad Nápoles ya había sido el centro de la filosofía naturalista del Renacimiento, y en este momento volvió a dar un nuevo impulso al pensamiento con exponentes como Mario Pagano, uno de los juristas y políticos italianos más importantes de la época revolucionaria, que en gran parte se basaban en la obra de Giambattista Vico, pero eliminando los aspectos cristianos de su filosofía.
Fue muy relevantes la construcción de imponentes edificios públicos, entre los que destaca el Real Albergo dei Poveri (también llamado Palazzo Fuga por el nombre del arquitecto que lo diseñó), construido en 1751 por encargo del Rey Carlos III de Borbón, una de las construcciones europeas más notables del siglo XVIII, típicamente ilustrada: tiene una longitud de 354 metros y una superficie útil de 103 000 m². Políticamente, la toma de posiciones anticlericales y antifeudales por parte del gobierno napolitano se convirtió en un modelo de inspiración en Italia y el extranjero.
También cabe recordar el nacimiento de la escuela económica de Antonio Genovesi, que introdujo varias innovaciones en la economía nacional y fue seguido en Apulia por el literato Ferrante de Gemmis Maddalena, quien fundó una Academia ilustrada. Otros nombres destacados que pusieron las bases de la moderna economía política, de las disciplinas económicas y monetarias son Ferdinando Galiani y Gaetano Filangeri. Este último, con su ciencia de la legislación, servirá de inspiración a los artífices de la Revolución Francesa.
Los últimos ilustrados napolitanos, como Mario Pagano, Ignazio Ciaia o Domenico Cirillo se adhirieron a la República Partenopea, acabando por tanto ajusticiados el 29 de octubre de 1799 tras la restauración del poder borbónico. Otros, como el canónigo Onofrio Tataranni, salvaron su vida porque fueron protegidos por la Iglesia.

## La Ilustración en Milán

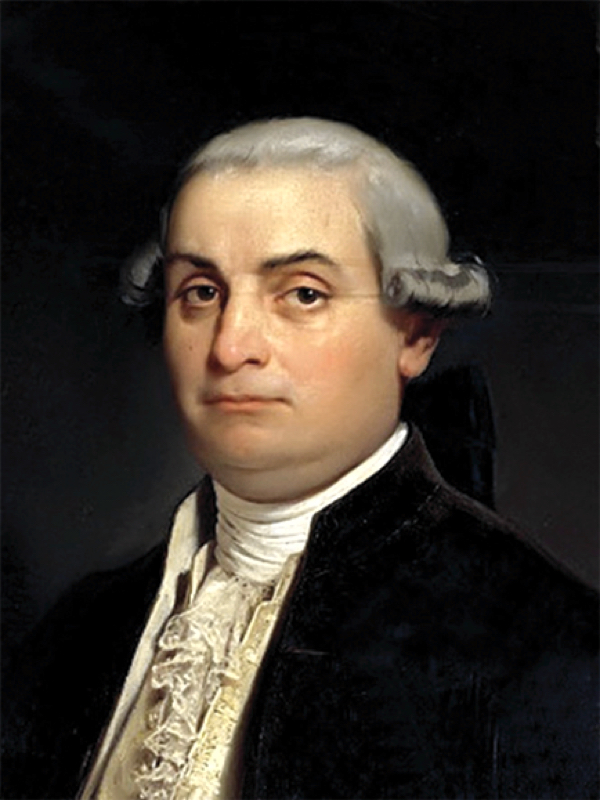
Cesare Beccaria.

La Ilustración milanesa dio sus primeros pasos en la Accademia dei trasformati, fundada en 1743. En la academia, caracterizada por la prevalencia de aristócratas, se debatía sobre las nuevas teorías ilustradas, intentando sin embargo conciliarlas aún con las tradiciones clásicas.
Entre los miembros de la Accademia dei Trasformati estaba también Pietro Verri, quien se separó pronto fundando junto con su hermano Alessandro la Accademia dei Pugni en 1761, cuyo nombre se debía a la animosidad con la que se discutía (en italiano pugni significa puños o puñetazos). Unida a la Accademia dei Pugni estaba la revista Il Caffè, hoja cultural cercana a las teorías ilustradas e inspirada en los primeros periódicos modernos, como The Spectator.
Además de los hermanos Verri, entre los que frecuentaron la Accademia dei Pugni estaba otro de los ilustrados italianos más célebres: Cesare Beccaria. Es de Beccaria la obra más célebre de la Ilustración italiana: el tratado jurídico "De los delitos y las penas", publicado en 1763, en el que, basándose en las teorías de los filósofos franceses y algunas legislaciones recientes como la de la zarina Isabel Petrovna, propone con lógica rigurosa la abolición de la tortura y de la pena de muerte. Esta obra fue admirada por Voltaire y los enciclopedistas y tuvo mucha influencia en soberanos como Catalina II de Rusia, María Teresa de Austria, y sobre todo en el Gran Ducado de Toscana, donde en 1786 Leopoldo II abolió la tortura y la pena de muerte, siendo seguido posteriormente por su hermano José II de Austria.
La Ilustración aportó también nuevos estímulos al arte y la poesía: un importante poeta de ideas ilustradas fue Giuseppe Parini, otro gran exponente de la Ilustración lombarda, quien satirizó a la nobleza y sus privilegios en el poema Il Giorno, mientras que en el teatro fomentó las nuevas ideas entre los comediógrafos y dramaturgos: este es el caso de Vittorio Alfieri y Carlo Goldoni.
De la escuela ilustrada milanesa también se debe mencionar a Paolo Frisi, Ruggero Boscovich, Alfonso Longo y Gian Rinaldo Carli, todos ellos contribuyentes del Caffè.

## Lista de ilustrados italianos
| - Vittorio Alfieri - Francesco Algarotti - Cosimo Amidei - Sallustio Bandini - Giuseppa Eleonora Barbapiccola - Giuseppe Baretti - Cesare Beccaria - Gian Rinaldo Carli - Melchiorre Cesarotti - Ferrante de Gemmis - Carlo Denina - Gaetano Filangieri | - Antonio Genovesi - Pietro Giannone - Carlo Goldoni - Gaspare Gozzi - Giuseppe Parini - Pompeo Neri - Mario Pagano - Alberto Radicati - Onofrio Tataranni - Alessandro Verri - Pietro Verri - Antonio Zanon |